# Partido Democrata Cristão (1985)
O Partido Democrata Cristão (PDC) foi um partido político brasileiro. Existiu de 1985 até 1993, propondo-se a ser a continuação do PDC de 1945. Após sua dissolução, foi criado o Partido Social Democrata Cristão (PSDC), que alegava ser a sua continuação.
Vinte anos após a dissolução do antigo PDC, por determinação do Ato institucional Número Dois (AI-2), o Partido Democrata Cristão foi fundado em 1985, tendo como presidente o senador goiano Mauro Borges, que havia se desfiliado do PMDB no ano anterior, e que foi um dos artífices da chamada "refundação". Em sua breve história, foi uma força política concentrada majoritariamente nas regiões Norte e Centro-Oeste. Houve duas tentativas de recriar o partido, em 1981 e 1982, sem êxito em nenhuma delas. 
O novo partido nasceu defendendo uma “terceira via política”, situada entre o liberalismo e o marxismo, e pregando ainda a “instauração de uma nova ordem social sem a destruição da liberdade”. Em seu programa, enunciava-se o resumo da doutrina pedecista: “Respeito à dignidade da pessoa humana”, “à propriedade privada” e “à mensagem fraterna”, além de “paz e amor entre os homens, independentemente de diferenças raciais”.

## História
Em agosto de 1985, o PDC já estava organizado em 12 estados brasileiros e no Distrito Federal. No estado do Rio de Janeiro, possuía aproximadamente dez mil filiados e o único deputado federal da legenda, Clemir Ramos, oriundo do Partido Democrático Trabalhista (PDT). O partido, contudo, não conseguiu eleger nenhum prefeito na primeira eleição que disputou, em novembro de 1985.
Pelo novo PDC, José Maria Eymael, egresso do PTB, disputou, no mesmo ano, as eleições para a prefeitura de São Paulo, ficando em 9º lugar entre 11 candidatos (obteve 4.578 votos). Seu jingle, intitulado "Ey, ey, Eymael, um democrata-cristão", tornou-se bastante popular, passando a ser sua marca registrada, que utilizaria ainda nas eleições de 1986 (quando foi eleito deputado federal pela primeira vez), 1988 (disputou a prefeitura de São Paulo, ficando em sétimo lugar), 1990 (reelegeu-se deputado federal) e 1992 (quando disputou pela terceira vez a prefeitura da capital paulista, agora encerrando o pleito em quinto lugar, com 27.627 votos), 1998 (candidato a presidente, derrotado), 2002 (novamente para deputado federal, também saiu com derrota), 2006, 2010, 2014 e 2018 (como candidato à Presidência da República), já pelo PSDC (atual DC).
No ano seguinte, foram realizadas eleições para a Assembleia Nacional Constituinte e para os governos e assembleias legislativas estaduais. O PDC não conseguiu eleger nenhum governador ou senador, mas fez cinco deputados federais e 11 estaduais em todo o país. Na Constituinte, o PDC contou com sete representantes, uma vez que mais dois parlamentares aderiram ao partido. A bancada era composta por quatro representantes de Goiás, um do estado do Rio de Janeiro, um de São Paulo e outro da Paraíba. A atuação do partido na elaboração da nova Constituição não foi homogênea, exceto em relação a certos temas, como por exemplo a reforma agrária, rejeitada por seis dos sete membros da bancada. Os deputados pedecistas deram ainda cinco votos aos cinco anos de mandato para o presidente José Sarney e se dividiram quanto ao sistema de governo: quatro votos para o parlamentarismo e três para o presidencialismo. O PDC não chegou a integrar o governo Sarney (1985-1990), embora tenha manifestado apoio ao seu programa.
Na eleição presidencial de 1989, o PDC estava dividido entre a candidatura própria e o apoio a outros candidatos. O grupo liderado pelo senador Mauro Borges queria apoiar Leonel Brizola, do PDT, enquanto outros integrantes do partido manifestavam interesse em apoiar Guilherme Afif Domingos, do PL ou Fernando Collor de Mello, do PRN (atual Agir). Havia, ainda, a possibilidade de Eymael ser o candidato à presidência pelo PDC, cuja força política (na época, o partido possuía 3 senadores, 18 deputados federais, 3 governadores, 515 prefeitos e 2.160 vereadores pelo Brasil) o faria ter 10 minutos no horário eleitoral, caso a candidatura própria fosse aprovada ou se o partido integrasse alguma coligação. Em julho do mesmo ano, o PDC decidiu apoiar a candidatura de Afif.
Em 1990, o partido elegeu ainda 3 senadores, 22 deputados federais e 52 estaduais. Dois anos depois, a bancada pedecista na Câmara dos Deputados teve que se pronunciar sobre o processo de impeachment do presidente Collor, envolvido em denúncias de corrupção. Na votação da abertura do processo, 19 deputados compareceram. Destes, 17 votaram a favor, enquanto que Jonival Lucas e Jairo Azi, ambos da Bahia, ausentaram-se.

## Extinção definitiva
O PDC disputou sua última eleição em 1992, quando, apesar de ter eleito os prefeitos de Manaus e Palmas, teve um desempenho fraco no geral. No ano seguinte, iniciaram-se as discussões com o Partido Democrático Social (PDS), presidido, na época, por Paulo Maluf, para uma fusão entre os 2 partidos, concretizada em março, dando origem ao Partido Progressista Reformador (PPR). Na ocasião, o senador maranhense Epitácio Cafeteira, um dos líderes do PDC, disse que a fusão visava as eleições do ano seguinte. A ideia era criar um partido com representação em vários estados, de forma a poder apresentar uma candidatura forte à presidência da República. No comando desse processo estaria Paulo Maluf. O PPR, ao nascer, contava com 72 deputados e dez senadores, ou seja, era a terceira bancada do Congresso Nacional, e tinha além disso um governador e 865 prefeitos em todo o país.
Um ano após filiar-se ao PPR e tentar a reeleição para um terceiro mandato, Eymael deixou o partido, desagradado com a fusão ocorrida. Ainda em 1995, fundaria o Partido Social Democrata Cristão (PSDC), para, em sua concepção, manter os ideais do antigo PDC.
|                                               |  |                                               | Partido Social Liberal (PSL) 1994–2022    | Partido Social Liberal (PSL) 1994–2022          |  | União Brasil (UNIÃO) 2022–presente              | União Brasil (UNIÃO) 2022–presente  | União Brasil (UNIÃO) 2022–presente |
| Aliança Renovadora Nacional (ARENA) 1966–1979 |  | Partido da Frente Liberal (PFL) 1985–2007     | Partido da Frente Liberal (PFL) 1985–2007 | Democratas (DEM) 2007–2022                      |  | União Brasil (UNIÃO) 2022–presente              | União Brasil (UNIÃO) 2022–presente  | União Brasil (UNIÃO) 2022–presente |
| Aliança Renovadora Nacional (ARENA) 1966–1979 |  | Partido Democrático Social (PDS) 1980–1993    |                                           | Partido Progressista Reformador (PPR) 1993–1995 |  | Partido Progressista Brasileiro (PPB) 1995–2003 | Partido Progressista (PP) 2003–2017 | Progressistas (PP) 2017–presente   |
|                                               |  | Partido Democrata Cristão (PDC) 1985–1993     |                                           | Partido Progressista Reformador (PPR) 1993–1995 |  | Partido Progressista Brasileiro (PPB) 1995–2003 | Partido Progressista (PP) 2003–2017 | Progressistas (PP) 2017–presente   |
|                                               |  | Partido Social Trabalhista (PST) 1988–1993    |                                           | Partido Progressista (PP) 1993–1995             |  | Partido Progressista Brasileiro (PPB) 1995–2003 | Partido Progressista (PP) 2003–2017 | Progressistas (PP) 2017–presente   |
|                                               |  | Partido Trabalhista Renovador (PTR) 1985–1993 |                                           | Partido Progressista (PP) 1993–1995             |  | Partido Progressista Brasileiro (PPB) 1995–2003 | Partido Progressista (PP) 2003–2017 | Progressistas (PP) 2017–presente   |

## Desempenho eleitoral

### Participação do partido nas eleições presidenciais
| Ano  | Imagem | Candidato a Presidente       | Candidato a Vice-Presidente | Coligação                         | Votos     | %    | Colocação |
| ---- | ------ | ---------------------------- | --------------------------- | --------------------------------- | --------- | ---- | --------- |
| 1989 |        | Guilherme Afif Domingos (PL) | Aluísio Pimenta (PDC)       | Aliança Liberal Cristã (PL e PDC) | 3.272.462 | 4,53 | 6º        |